# Europe (zespół muzyczny)

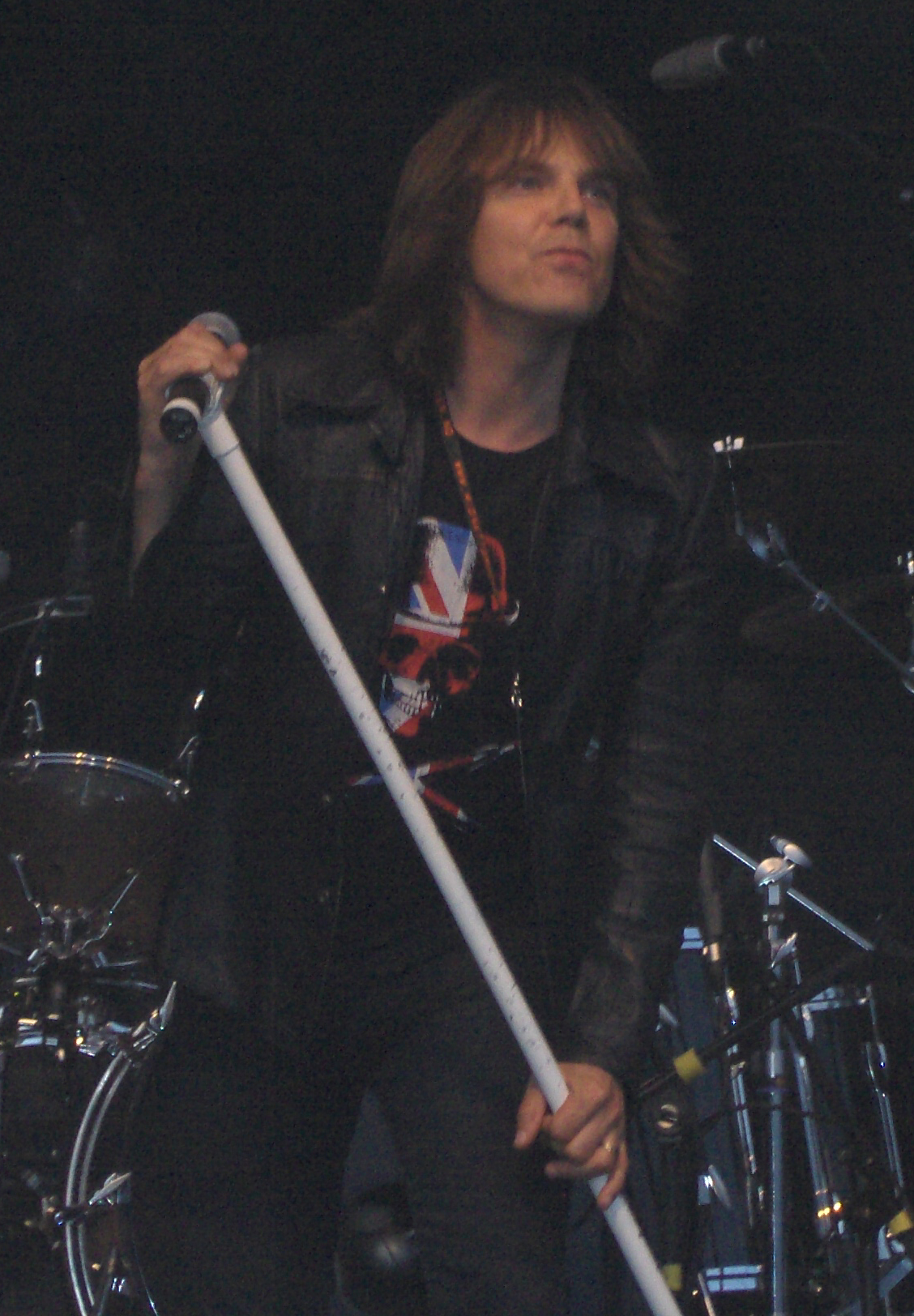
Joey Tempest

Europe – zespół muzyczny ze Szwecji grający muzykę glam metalową, rockową, hardrockową oraz tradycyjny heavy metal powstały w 1979 roku. Zespół stał się popularny w 1986 po wydaniu albumu The Final Countdown, z którego piosenka tytułowa oraz ballada Carrie stały się przebojami. 

## Historia
Zespół powstał w 1979 w Upplands Väsby, z inicjatywy Joeya Tempesta (Rolfa Magnusa Joakima Larssona), pod nazwą Force. W założeniu miał grać hard rocka. W czasie powstawania zespołu, grupa wydała demo z sześcioma utworami, jednakże te otrzymały negatywne głosy. Początkowo zespół wydając albumy Europe (1983) oraz Wings of Tomorrow (1984) nie odnosił znacznych sukcesów. Z pierwszego albumu pojawiły się przeboje Seven doors hotel oraz In the Future to Come, które tymczasowo odnosiły sukces. Z drugiego albumu tymczasowym hitem stał się utwór Stormwind.
W 1985 nagrano utwór Rock the Night, który stał się przebojem. Do singla został dołączony także odświeżony utwór Seven doors hotel. W 1985 Europe podpisał kontrakt z Epic Records, a 26 maja 1986 wydany został ich trzeci album studyjny, The Final Countdown, który okazał się najpopularniejszym albumem. Tytułową piosenkę napisał wokalista zespołu Joey Tempest. Sam utwór został zaliczony do najważniejszych utworów glam metalowych. Album w przeciwieństwie do pozostałych wzorował się na muzyce glam metalowej i pop metalowej. Płyta znalazła się na listach TOP10 w Stanach Zjednoczonych i w Wielkiej Brytanii. Obok The Final Countdown przebojami stały się utwory Rock the Night, Carrie oraz Cherokee. Album sprzedał się w nakładzie 8 milionów sztuk.
Dwa lata później Europe wydał album Out of This World, który osiągnął tymczasowy sukces. Out of This World to pierwsza płyta na której nie gra John Norum, którego zastąpił Kee Marcello. Wraz z albumem wydany został singel Superstitious, który zajął 31. miejsce na liście Billboard Hot 100, dziewiąte na liście Mainstream Rock Tracks i 34 na liście UK Singles Chart.
W 1992 z powodu wewnętrznych nieporozumień grupa rozpadła się. W czasie przerwy, Joey Tempest oraz John Norum wydawali albumy pod swoimi nazwiskami.
Europe został reaktywowany w 2004. W tym samym roku ukazała się pierwsza od czasu wznowienia działalności płyta Start from the Dark, która miała znacznie cięższe brzmienie niż pozostałe albumy.
25 października 2006 roku zespół wydał płytę Secret Society, na której znalazł się singel Always the Pretenders. Singel zajął drugie miejsce na liście Sverigetopplistan. Jednakże album bez żadnej promocji przepadł na rynku muzycznym.
19 czerwca 2010 roku Europe zagrał koncert w ramach imprezy Wianki nad Wisłą w Warszawie.
27 kwietnia 2012 roku został wydany studyjny album Bag of Bones. W ramach promocji, do singla „Not Supposed to Sing the Blues” zrealizowano teledysk.
1 maja 2012 roku grupa wystąpiła podczas festiwalu Thanks Jimi Festival na Wyspie Słodowej we Wrocławiu.
30 maja 2014 roku zespół wystąpił na koncercie w ramach Międzynarodowego Zlotu Motocyklistów w Dolinie Charlotty – Charlotta Moto Fest 2014, który odbył się w amfiteatrze Doliny Charlotty.

## Muzycy

### Obecny skład zespołu
- Joey Tempest – wokal prowadzący, gitara akustyczna, gitara rytmiczna, keyboard (1979–1992, 1998-1999 od 2004)
- John Norum – gitara prowadząca, gitara rytmiczna, wokal wspierający (1979–1986, od 2004)
- John Levén – gitara basowa (1981–1992, od 2004)
- Mic Michaeli – syntezator, wokal wspierający, gitara rytmiczna (1984–1992, 1998-1999 od 2004)
- Ian Haugland – perkusja, wokal wspierający (1984–1992, od 2004)

### Byli członkowie zespołu

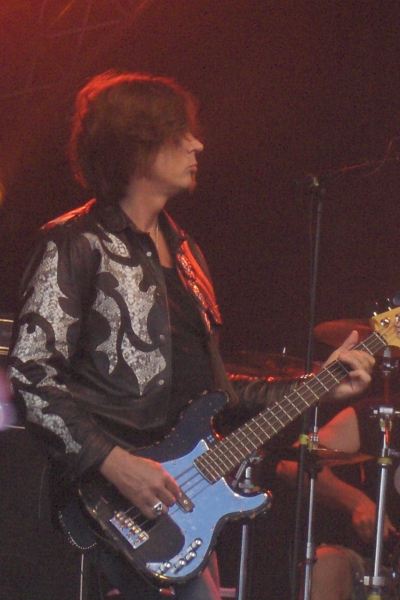
John Levén

- Kee Marcello – gitara prowadząca, gitara rytmiczna, wokal wspierający (1986–1992, 1998-1999)
- Gilby Clarke - gitara rytmiczna, wokal wspierający (1998-1999)
- Tony Reno – perkusja (1979–1984)
- Matt Sorum - perkusja (1998-1999)
- Robert Turjo - gitara basowa, wokal wspierający
- Peter Olsson – gitara basowa (1979–1981)
- Marcel Jacob – gitara basowa (1981)

## Dyskografia
- Europe (1983)
- Wings of Tomorrow (1984)
- The Final Countdown (1986)
- Out of This World (1988)
- Prisoners in Paradise (1991)
- Start from the Dark (2004)
- Secret Society (2006)
- Last Look at Eden (2009)
- Bag of Bones (2012)
- War of Kings (2015)
- Walk the Earth (2017)

## Nagrody i wyróżnienia
| Rok  | Kategoria             | Tytułem             | Nagroda     | Nota      | Źródło |
| ---- | --------------------- | ------------------- | ----------- | --------- | ------ |
| 2005 | Årets musikk-DVD      | Rock the Night      | Grammis     | Nominacja | [ 13 ] |
| 2005 | Årets hårdrock        | Start from the Dark | Grammis     | Nominacja | [ 13 ] |
| 2007 | Årets hårdrock/metall | Secret Society      | Grammis     | Nominacja | [ 14 ] |
| 2010 | Årets rock            | Last Look at Eden   | Grammis     | Nominacja | [ 15 ] |
| 2015 | Årets hårdrock/metal  | Europe              | Rockbjörnen | Laur      | [ 16 ] |